# Федорович, Георг Фридрих
Георг Фридрих Федорович (1 июля 1730, Фрейштадт (Бранденбург) — 1 августа 1790) — российский юрист немецкого происхождения, профессор общего права, действительный член Императорской академии наук.
Получил юридическое образование до приезда на службу в Российскую империю. Оказавшись в России, служил сперва при медицинской канцелярии, затем обер-аудитором в адмиралтействе, где усовершенствовался в знании русского языка и права. 
После отрешения от должности Штрубе де Пирмона, плохо владевшего русским языком, Ломоносов по рекомендации академика Гольдбаха предложил избрать Федоровича профессором общего права. Предложение это встретило одобрение всех присутствовавших в академическом собрании, за исключением секретаря конференции, академика Миллера, почему-то невзлюбившего Федоровича с первого дня знакомства. Нападки Миллера на него продолжались почти всё время, пока последний не вышел в отставку (в 1770 году). Ссоры их оканчивались нередко грубыми оскорблениями, как, например, 2 декабря 1762 года, когда Миллер, по словам Ломоносова, «не токмо ругал Федоровича бесчестными словами, но и в зашею выбил из конференции».

## Источник
- Федорович, Георг Фридрих // Русский биографический словарь : в 25 томах. — СПб.—М., 1896—1918.
- Федорович, Георг Фридрих // Энциклопедический словарь Брокгауза и Ефрона : в 86 т. (82 т. и 4 доп.). — СПб., 1890—1907.